# Затока Чихачева
Затока Чихачева (рос. Зали́в Чихачёва; до 1952 року затока Де-Кастрі) — затока Японського моря біля західного берега Татарської протоки під 51° 28' пн. ш., між мисами Орлова (Клостер-Камп) і Д'Асса, поблизу озера Кізі, що належить до басейну річки Амур. Довжина близько 12,5 км, ширина на вході 9 км, глибина до 9 м. Затока захищена від усіх вітрів навколишніми кручами, а з моря 3 островами. Затока Чихачова — гарне місце для стоянки суден.
Затоку було відкрито Лаперузом у 1787 році і названо на честь морського міністра Франції Шарля Ежена Габріеля де Кастрі, у 1952 році названо ім'ям російського адмірала М. М. Чихачова. На березі затоки був побудований Олександрівський пост, потім порт Де-Кастрі. Затока Чихачова замерзає на 5 місяців, влітку температура води на поверхні досягає 14° C. Припливи півдобові, величиною близько 1 метра.